# 국제 정의 운동
국제 정의 운동은 "기업의 세계화"에 반대하고 경제 자원의 평등한 분배를 촉진하는 세계화된 사회 운동의 네트워크이다.

## 운동의 움직임
글로벌 정의 운동은 개인과 집단의 느슨한 집합을 공정 거래 법을 옹호하고 세계 경제 기구와 같은 현재의 기관에 부정적인 영향을 미치는 "운동"이라고 설명한다.

그 운동은 종종 주류 언론에 의해 세계화에 반대하는 운동으로 분류된다. 그러나 관련 당사자들은 종종 그들이 소통과 사람들의 세계화를 지지하고 오직 기업 권력의 세계적 확대에만 반대한다고 주장하면서 그들이 세계화에 반대하는 것을 부인한다 이 용어는 더 나아 가 세계화에 대한 반자본주의적, 보편 주의적 관점을 의미하며, 이는 정치가 주권의 보수적인 방어에 바탕을 두고 있는 세계화 반대자들의 움직임과 구별된다. 그러나, 몇몇 사회 운동 학자들에 의해 주장되는 바에 따르면, 정의의 새로운 개념은, 몇몇의 오래 된 개념과 함께, 이 움직임에서 발전된 많은 비판적인 생각과 실행에 기초한다. S.A. 호세이니는 이런 새로운 형태의 헌법 제정 방식을 채택했으며, 냉전 이후의 세계적 복잡성과 이 운동의 독특한 특성을 모두 설명할 수 있다고 주장한다. 그에 따르면,"정의의 새로운 개념은 많은 행동 주의자들의 복잡한 세계화에 대한 경험과 반성에서 비롯되었다."

## 같이 보기
- 아나키즘
- 대안세계화
- 법치주의
- 세계 사회 포럼